# Municipio de San Pedro Comitancillo
El municipio de San Pedro Comitancillo es uno de los 570 municipios en que se encuentra dividido el estado mexicano de Oaxaca y que se encuentra localizado en la zona sureste del mismo, en el istmo de Tehuantepec. Su cabecera es San Pedro Comitancillo.

## Geografía
El municipio de San Pedro Comitancillo se encuentra localizado en la región Istmo y en el distrito de Tehuantepec, al sureste del estado. Tiene una extensión territorial de 46.958 kilómetros cuadrados que equivalen al 0.05% de la extensión total del estado, siendo sus coordenadas extremas 16°25′ - 16°31′ de latitud norte y 95°6′ - 95°13′ de longitud oeste y su altitud fluctúa entre un máximo de 500 y un mínimo de 0 metros sobre el nivel del mar.
Sus límites corresponde al norte, noreste y este al municipio de Asunción Ixtaltepec, al sur con el municipio de San Blas Atempa y el municipio de Santo Domingo Tehuantepec, al suroeste con el municipio de Santa María Mixtequilla y al noroeste con el municipio de Magdalena Tlacotepec.

## Demografía
La población total del municipio de acuerdo con el Censo de Población y Vivienda realizado en 2010 por el Instituto Nacional de Estadística y Geografía, es de 3 944 habitantes.
La densidad de población asciende a un total de 83.99 personas por kilómetro cuadrado.

### Localidades
El municipio se encuentra formado por tres localidades, las principales y su población de acuerdo al censo de 2010 son:
| Localidad               | Población (2010) |
| ----------------------- | ---------------- |
| San Pedro Comitancillo  | 3 941            |
| Rancho Reyes            | 2                |
| Rancho Matías Solórzano | 1                |
| Total municipio         | 3 944            |

## Política
El gobierno de San Pedro Comitancillo corresponde al ayuntamiento, este es electo por el principio de partidos políticos, vigente en 146 municipios de Oaxaca, a diferencia del sistema de usos y costumbres vigente en los restantes 424. Por tanto su elección es como en todos los municipios mexicanos, por sufragio directo, universal y secreto para un periodo de tres años renovables por un periodo inmediato, el periodo constitucional comienza el día 1 de enero del año siguiente a su elección. El Ayuntamiento se integra por el presidente municipal, un síndico y un cabildo formado por cinco regidores.

### Representación legislativa
Para la elección de diputados locales al Congreso de Oaxaca y de diputados federales a la Cámara de Diputados federal, el municipio de San Pedro Comitancillo se encuentra integrado en los siguientes distritos electorales:
Local:
- Distrito electoral local de 19 de Oaxaca con cabecera en Salina Cruz.[4]

Federal:
- Distrito electoral federal 5 de Oaxaca con cabecera en Salina Cruz.[5]

### Presidentes municipales
| Nombre                           | Período     | Partido |
| -------------------------------- | ----------- | ------- |
| Santiago Cruz López              | 1993 - 1995 |         |
| Regulo Castillejos Toledo        | 1996 - 1998 |         |
| Joel Solórzano Vargas            | 1999 - 2001 |         |
| Edén Toledo Cruz                 | 2002 - 2004 |         |
| Rubén Cabrera Santiago           | 2005 - 2007 |         |
| Fredi Valencia Santos            | 2008 - 2010 |         |
| Donaciano Cabrera Ordáz          | 2011 - 2013 |         |
| Vicente Sánchez Cruz             | 2014 - 2016 |         |
| Arturo Cruz Girón                | 2017 - 2018 |         |
| María Francisca Antonio Santiago | 2019 - 2021 |         |
| Ulises Sánchez Antonio           | 2022 - 2024 | Ind.    |
| Alejandro Osorio Solórzano       | 2025 - 2027 |         |